# ゴリラ・グロッド
ゴリラ・グロッド（英: Gorilla Grodd）は、DCコミックスの出版するアメリカン・コミックス『ザ・フラッシュ』などに登場する架空のスーパーヴィラン。ジョン・ブルームとカーマイン・インファンティーノによって創造され、1959年の"The Flash #106"で初登場した。
テレパシーによる洗脳、念力によって身体の自由を奪うなどの攻撃を得意とするゴリラ。他の霊長類よりもはるかに進化した知能を持ち、科学者でもあるためヴィランを懐柔して従える。

## その他のメディア

### 映画
ニンジャバットマン (2018年)
声 - 子安武人、英語吹替 - フレッド・タタショア

### ドラマ
THE FLASH/フラッシュ (2014年-現在)
声 - デイビット・ソボラブ、日本語吹替 - 北村謙次
モーションキャプチャはサイモン・バーネット。
レジェンド・オブ・トゥモロー (2016年-現在)
声 - デイビット・ソボラブ

### アニメ
ジャスティス・リーグ (2001年-2004年)
声 - パワーズ・ブース、日本語吹き替え - 木村雅史
ジャスティス・リーグ・アンリミテッド (2004年-2006年)
声 - パワーズ・ブース
レックス・ルーサーが投獄されている間にヴィランを集め「シークレット・ソサエティ」を言葉巧みに率いる。
バットマン:ブレイブ&ボールド (2008年-2011年)
声 - ジョン・ディマジオ、日本語吹き替え - 立木文彦
第28話「ミュージカル・パニック!」ではミュージックマイスターに逆に洗脳され操られてしまい、歌声を披露した。
第38話「ゴッサム陥落? グロッドの罠」ではゴリラ組織「G.A.S.P.（Gorillas and Apes Seizing Power）」を結成し、ゴッサム・シティ征服を目論む。
スーパーマン/バットマン:パブリック・エネミー (2009年)
声 - ブライアン・ジョージ
DCスーパーヒーロー・ガールズ (2015年-現在)
声 - ジョン・ディマジオ
スーパーヒーロー高校の副校長として登場。
ジャスティス・リーグ・アクション (2016年-現在)
声 - デイビット・ソボラブ

### ゲーム
インジャスティス2 (2017年)
声 - チャールズ・ハルフォード
2017年に発売された対戦型格闘ゲーム。プラットフォームはPS4・Xbox One・iOS・Android。
プレイアブルキャラクターで登場。ヴィランを引き連れ「ザ・ソサエティ」を結成し、世界征服を目論む。
【Injustice 2 - Shattered Alliances Part 4】 - YouTube